# Deus Ex Go
Deus Ex Go é um jogo eletrônico de quebra-cabeça desenvolvido pela Square Enix Montréal e publicado pela Square Enix. É um título da série Deus Ex em que os jogadores controlam o protagonista Adam Jensen em uma série de jogos de tabuleiro enquanto tentam evitar obstáculos e manipular o ambiente a fim de resolverem os desafios. Seguindo a tradição da franquia, é possível hackear elementos do ambiente como plataformas e metralhadoras para poder passar por e derrotar inimigos. 
O título segue o mesmo formato construído em Hitman Go e Lara Croft Go, em que a Square Enix Montréal destilou os principais elementos das respectivas séries com o objetivo de transformá-las em jogos de quebra-cabeça. Deus Ex Go também apresentou uma narrativa e um modo de criação de quebra-cabeças, algo até então inédito na série Go. Ele foi desenvolvido por uma equipe mista entre veteranos da série Go e desenvolvedores que trabalharam em Hitman: Sniper.
Deus Ex Go foi lançado em agosto de 2016 para aparelhos Android e iOS, recebendo conversões posteriores para plataformas Windows. Ele teve uma recepção geralmente favorável, com os críticos elogiando o quão bem o jogo capturou a distopia cibernética de Deus Ex e também a qualidade e dificuldade dos quebra-cabeças apresentados. Entretanto, os críticos também o consideraram como o título menos criativo da série Go, possuindo uma história fraca, estética menos interessante e duração menor.

## Jogabilidade

A jogabilidade de Deus Ex Go, em que Jensen precisa alcançar o nódulo de saída sem ser morto pelo guarda. Um terminal ao lado controla uma torre de metralhadora.

A jogabilidade de Deus Ex Go envolve o jogador pressionar a tela a fim de mover Adam Jensen, o protagonista da série de distopia cyberpunk Deus Ex, até a saída passando entre nódulos de uma rede hexagonal. O personagem irá subjugar guardas furtivamente, hackear computadores e ativar seus aprimoramentos cibernéticos, como invisibilidade, ao ser movido para um nódulo específico. Inimigos se movimentam em direção a Jensen caso seja avistado e o eliminam ao alcançar seu nódulo. O protagonista pode abater inimigos ao se aproximar pelos lados ou por trás. A história se passa antes dos eventos de Deus Ex: Mankind Divided, com a missão de Jensen sendo salvar uma pessoa importante, porém é impedido por 54 quebra-cabeças.
Os quebra-cabeças ficam mais complexos com a adição de complicadores às mecânicas base. Inimigos e obstáculos, como torres e plataformas móveis, são hackeáveis através de terminais ou nódulos próximos. O jogador arrasta seu dedo pela tela a fim de conectar o nódulo do terminal com o dispositivo hackeável. O personagem pode usar bônus de invisibilidade para poder se mexer na frente de inimigos sem ser detectado. Ao ser ativado, ele dura dois turnos. O jogo principal tem duração de três horas, com o jogador podendo comprar a resolução dos quebra-cabeças por meio de microtransações. Um modo de criação de quebra-cabeças, uma novidade na série Go, permite que o jogador crie desafios e os compartilhe com outros. A Square Enix destaca cinco quebra-cabeças semanalmente. Jogadores que completarem a história principal e quebra-cabeças semanais podem desbloquear bônus em Mankind Divided.

## Desenvolvimento
Deus Ex Go foi desenvolvido seguindo a mesma premissa por trás de Hitman Go e Lara Croft Go, os outros dois títulos móveis anteriores da série Go da Square Enix Montréal, em que a essência da jogabilidade de cada franquia foi destilada para que se transformassem em quebra-cabeças por turnos. Os desenvolvedores viram uma oportunidade de trabalharem com a série Deus Ex pois a sede da Eidos Montréal, desenvolvedora dos jogos principais, localizava-se apenas alguns quarteirões de distância dos escritórios da Square Enix Montréal. A equipe de Deus Ex Go era formada por uma mistura de funcionários que tinham trabalhado em Hitman: Sniper e outros que trabalharam em títulos anteriores da série Go. Esperava-se que essa combinação resolvesse diferenças filosóficas entre equipes oriundas de tradições de desenvolvimento independente e de grande orçamento. Os desenvolvedores se perguntaram durante todo o processo de produção se os elementos da série Go encaixavam-se com a franquia Deus Ex.
A equipe concebeu diferentes tipos de mecânicas de hackeamento até decidirem utilizar terminais que modificavam cada quebra-cabeça, em vez de empregarem habilidades instrumentais de uso único. Também foi definido adicionar uma narrativa, algo inédito na série Go, inspirando-se na importância da história na série original. Vários elementos da franquia não podiam ser bem traduzidos para a plataforma móvel, como escolhas dos jogadores, que acarretavam muitas possibilidades para servirem em um jogo de resolução de quebra-cabeças. A equipe também investiu em ferramentas para facilitar a construção de desafios. Jogos anteriores precisavam de três meses para a criação de 25 quebra-cabeças, porém a ferramenta de Deus Ex Go quase triplicou esse valor. Como resultado, a equipe planejou quebra-cabeças pós-lançamento e um modo em que jogadores poderiam criar seus próprios. Este novo modo foi disponibilizado dois meses depois da estreia. O diretor Étienne Giroux comparou a escolha de lançar novos quebra-cabeças diariamente com uma dificuldade progressiva até o auge na sexta-feira com a regularidade das palavras cruzadas do The New York Times. A Square Enix afirmou que os quebra-cabeças deste título eram os mais difíceis, com Deus Ex Go empregando uma malha hexagonal em vez de quadrada, como nos dois outros jogos da série.
Deus Ex Go  foi anunciado oficialmente pela Square Enix durante um evento de imprensa realizado antes da Electronic Entertainment Expo de 2016. Ele foi lançado mundialmente em 18 de agosto do mesmo ano para dispositivos Android e iOS. O jogo foi convertido para Microsoft Windows e Windows 10 Mobile em 24 de junho de 2017.

## Recepção
Antes do lançamento do jogo, Ryan McCaffrey da IGN escreveu que a série Go era composta dos títulos móveis mais "inteligentes" tirados de grandes séries de jogos eletrônicos. Críticos que jogaram Deus Ex Go antes da estreia acharam que estava no mesmo nível que os títulos Go anteriores. Colin Campbell da Polygon disse que prévias do jogo combinavam com a estética da série.
Deus Ex Go teve uma recepção em sua maior parte positiva, possuindo uma média de 81/100 no agregador de resenhas Metacritic. Os críticos comentaram o quão bem o jogo capturou a distopia cibernética da franquia Deus Ex e os quebra-cabeças desafiadores da série Go. Os críticos também consideraram que, comparados aos títulos anteriores da série, a adição de história em Deus Ex Go foi decepcionante, enquanto sua estética era menos interessante visualmente e sua duração era menor. Enquanto alguns ficaram cansados da série Go, outros acharam que este jogo manteve o alto padrão estabelecido por seus predecessores.
Jonathon Dornbush da IGN e Carter Dotson da TouchArcade gostaram da mecânica para determinar a melhor maneira de usar um hack ou drone a fim de passar por inimigos. Dornbush achou que os quebra-cabeças eram mais difíceis que em jogos anteriores, porém afirmou que foi capaz de resolvê-los após realizar intervalos breves. Entretanto, ele comentou que o minimalismo do título criou algumas complicações, como algumas soluções que dependiam de experimentações contra-intuitivas dos jogadores. Além disso Dornbush escreveu que algumas dicas visuais se perdiam em meio à apresentação. Dotson se perguntou se o ambiente simplificado era uma escolha estética ou o resultado de esforços para economizar nos custos de desenvolvimento. Mat Paget da GameSpot ficou desapontado em ver a opção de soluções pagas em um jogo curto sobre a descoberta por conta própria das resoluções. Christian Donlan da Eurogamer comentou que, diferentemente da série Deus Ex principal, em que o jogador pode observar um edifício mantendo a distância, a experimentação de Deus Ex Go ficava limitada à encontrar as soluções corretas em vez de encontrar novas rotas para resolver o mesmo problema.